# Sandersiella kikuchii
Sandersiella kikuchii är en kräftdjursart som beskrevs av Michitaka Shimomura och Akiyama 2008. Sandersiella kikuchii ingår i släktet Sandersiella och familjen Hutchinsoniellidae. Inga underarter finns listade i Catalogue of Life.